# Morten Andreas Meyer
Morten Andreas Meyer (* 20. Oktober 1959 in Sarpsborg, Østfold) ist ein norwegischer konservativer Politiker der Høyrepartei.

## Leben
Er war 2001–2004 Staatssekretär im Kommunal- und Regionalministerium. Ab 2003 war er Arbeitsminister, nach der Umbenennung des Amtes bis zum Herbst 2005 Modernisierungsminister im Kabinett von Kjell Magne Bondevik.